# Amina El-Sebelgy
Amina Magdy El-Sebelgy (en arabe : امينة مجدي السبلجي), née le 24 janvier 1993, est une nageuse égyptienne.

## Carrière
Aux Jeux africains de 2019 à Casablanca, Amina El-Sebelgy remporte trois médailles d'argent, sur les relais 4 x 100 mètres nage libre, 4 x 100 mètres nage libre mixte et 4 x 100 mètres quatre nages mixte.